# Престъпление от омраза
Престъпление от омраза или престъпление с дискриминационен мотив се наричат престъпни деяния, при които извършителят избира жертвата на деянието поради действителна или предполагаема нейна принадлежност към определена група в обществото.
Принадлежността на жертвата към такава група се определя от признак. Различните национални наказателноправни системи припознават различни признаци като необходими за квалифициране на деянието като престъпление от омраза. Най-чести признаци са расата или етносът, националността, религията, сексуалната ориентация, увреждането, класата (обществено положение), възрастта, полът или половата идентичност. В чл. 162 от действащия Наказателен кодекс на Република България като такива признаци са признати расата, народността, етническата принадлежност, религията или политическите убеждения.
Престъпленията от омраза са престъпни деяния от всякакъв вид – физическо насилие, повреда на собствеността, психически и вербален тормоз, обида, обидни графити или писма с такова съдържание. За разлика от обикновените престъпни деяния, престъпленията с дискриминационен мотив са с особена тежест и опасност.